# Beauharnais
Beauharnais är en fransk adlig ätt, härstammande från trakten av Orléans, där dess förste kände medlem, Guillaume Beauharnais omtalas 1390. Dess medlemmar var från 1500-talet och framåt bemärkta ämbetsmän och militärer.

Vapensköld.

Bland personer ur ätten kan nämnas en svensk-norsk drottning
- Josefina av Leuchtenberg

samt i övrigt
- François de Beauharnais, medlem av ständerförsamlingen 1614.
- François de Beauharnais, död 1746, fransk kolonisatör
- Charles de Beauharnais, fransk guvernör
- Claude de Beauharnais (1680–1736), fransk amiral
- Claude de Beauharnais (1756-1819)
- François de Beauharnais (1756-1846), fransk militär och politiker
- Alexandre de Beauharnais (1760-1794), den föregåendes bror, fransk general och politiker
- Joséphine de Beauharnais (1763-1814), den föregåendes hustru och Napoleons hustru. Kejsarinna av Frankrike 1804-1810.
- Eugène de Beauharnais (1781-1824), ämbetsman och general, Napoleons fosterson.
- Hortense de Beauharnais (1783-1837), Napoleons fosterdotter, drottning av Holland och hertiginna av Saint-Leu.